# جويل كارتر
جويل ماري كارتر (بالإنجليزية: Joelle Carter)‏ (10 أكتوبر 1972) ممثلة أمريكية، من أشهر أعمالها التلفزيونية مسلسل "Justified".

## روابط خارجية
- جويل كارتر على موقع IMDb (الإنجليزية)
- جويل كارتر على موقع روتن توميتوز (الإنجليزية)
- جويل كارتر على موقع ألو سيني (الفرنسية)
- جويل كارتر على موقع أول موفي (الإنجليزية)
- جويل كارتر على موقع قاعدة بيانات الأفلام السويدية (السويدية)
- جويل كارتر على موقع قاعدة بيانات الفيلم (الإنجليزية)
- جويل كارتر على موقع كينوبويسك (الروسية)